# 维多利亚 (西西里岛)

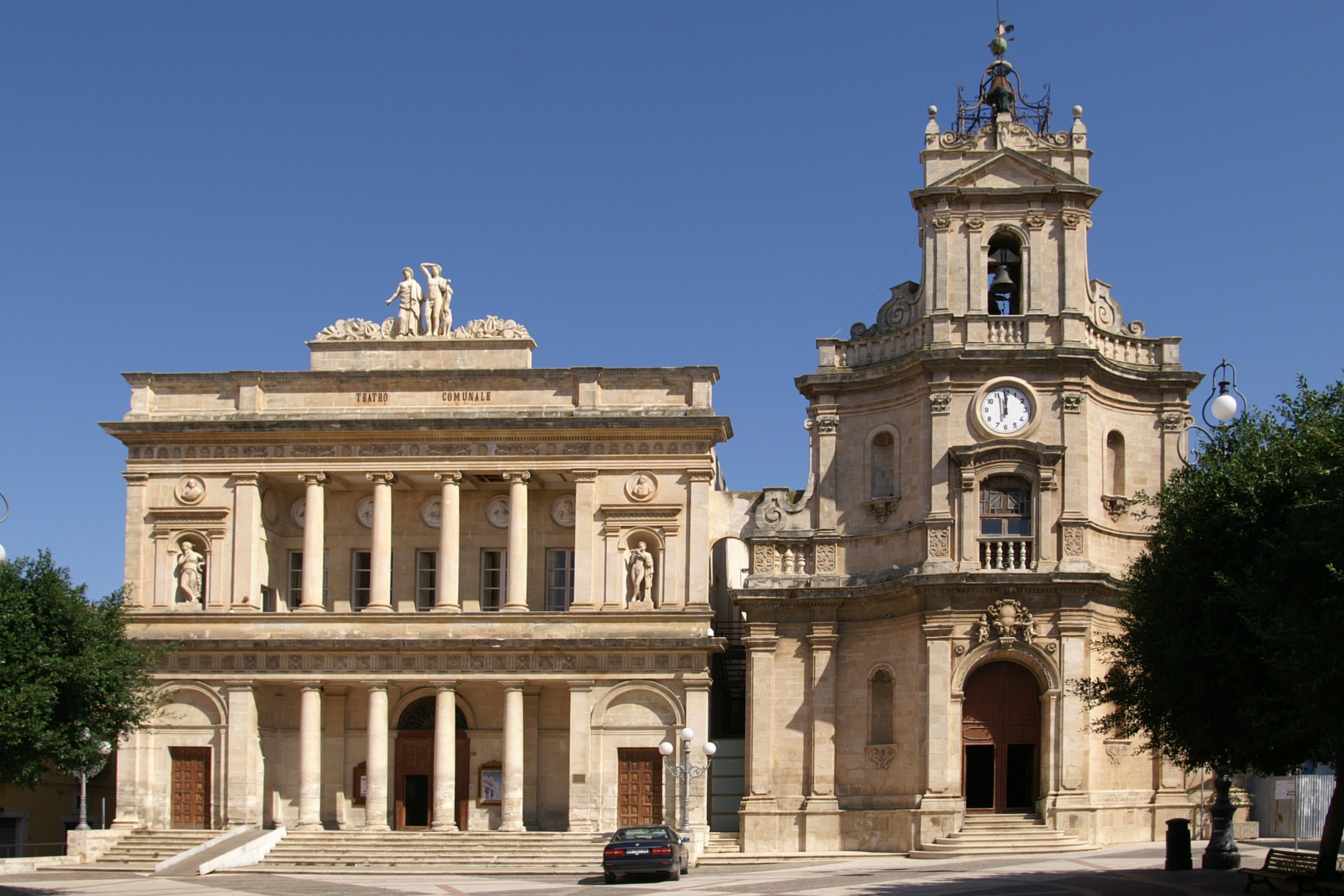
教堂

维多利亚（義大利語：Vittoria）是意大利西西里大区拉古萨自由市镇联合体内的一个市镇。面积为181平方公里，人口数量为64,212人（2016年），为拉古萨自由市镇联合体中人口第二多的市镇。